# Citrus garrawayi
Citrus garrawayi är en vinruteväxtart som beskrevs av Frederick Manson Bailey. Citrus garrawayi ingår i släktet citrusar, och familjen vinruteväxter. Inga underarter finns listade i Catalogue of Life.